# Ventura Ccalamaqui
Ventura Ccalamaqui (del quechua ccala, “descubierto”, y maqui, “brazo”) fue una campesina, heroína y mártir quechua de la independencia del Perú. Perteneció a la clase popular que, en 1814, apoyó a los ejércitos libertadores y se levantó frente al ejército español en Huamanga.

## Historia
El 31 de agosto de 1814, en apoyo a la revolución encabezada por Mateo Pumacahua en el Cusco, Ventura reunió y dirigió a cientos de mujeres campesinas de origen indígena y mestizo en Huamanga para levantarse ante el Cuartel de Santa Catalina, desafiando al destacamento español. De esa manera, estas mujeres instaron con gritos patrióticos a los ayacuchanos a sumarse a la columna de los independentistas José Gabriel Béjar y Manuel Hurtado de Mendoza, que avanzaba por los andes hacia Huamanga. Ventura se enfrentó personalmente al capitán español José Vicente de la Moya con un discurso que ensalzaba los valores de libertad e igualdad, algo poco común para su época, cuando la mayoría de las mujeres vivían marginadas de la actividad política. Este gesto de rebeldía contribuyó a la entrada triunfal de los patriotas en Huamanga el 20 de septiembre de 1814.
La fama de Ventura Ccalamaqui, sin embargo es local: un modesto busto ubicado en la plaza donde ocurrieron los sucesos de 1814; unas asociaciones populares de mujeres y un colegio en su nombre. A pesar de ello, tal vez por la sombra de María Parado de Bellido, otra heroína ayacuchana elevada a figura femenina de mártir de la independencia, Ventura no es un personaje muy conocido en la historia del Perú más allá de su región de nacimiento.

## Posible mito
Diversos historiadores peruanos indican que la existencia histórica de Ventura o Buenaventura Ccalamaqui no está demostrada y que por ello podría tratarse de un mito popular.

Creada por el recuerdo popular y la tradición escrita que buscaba símbolos de identificación y de patriotismo regional, su nombre ha llegado hasta nuestros días como adjunto y protagónico a un hecho histórico. Sin embargo, no hay una documentación que nos la presente, acusada de rebelde o exculpada por cualquier razón luego de las semanas de revuelta popular. Una hoja suelta del archivo huamanguino nos da la pista de quien pudo ser el personaje tras el mito, esa mujer de la plebe ayacuchana que se puso delante de las ayacuchanas que desencadenaron el alzamiento popular.

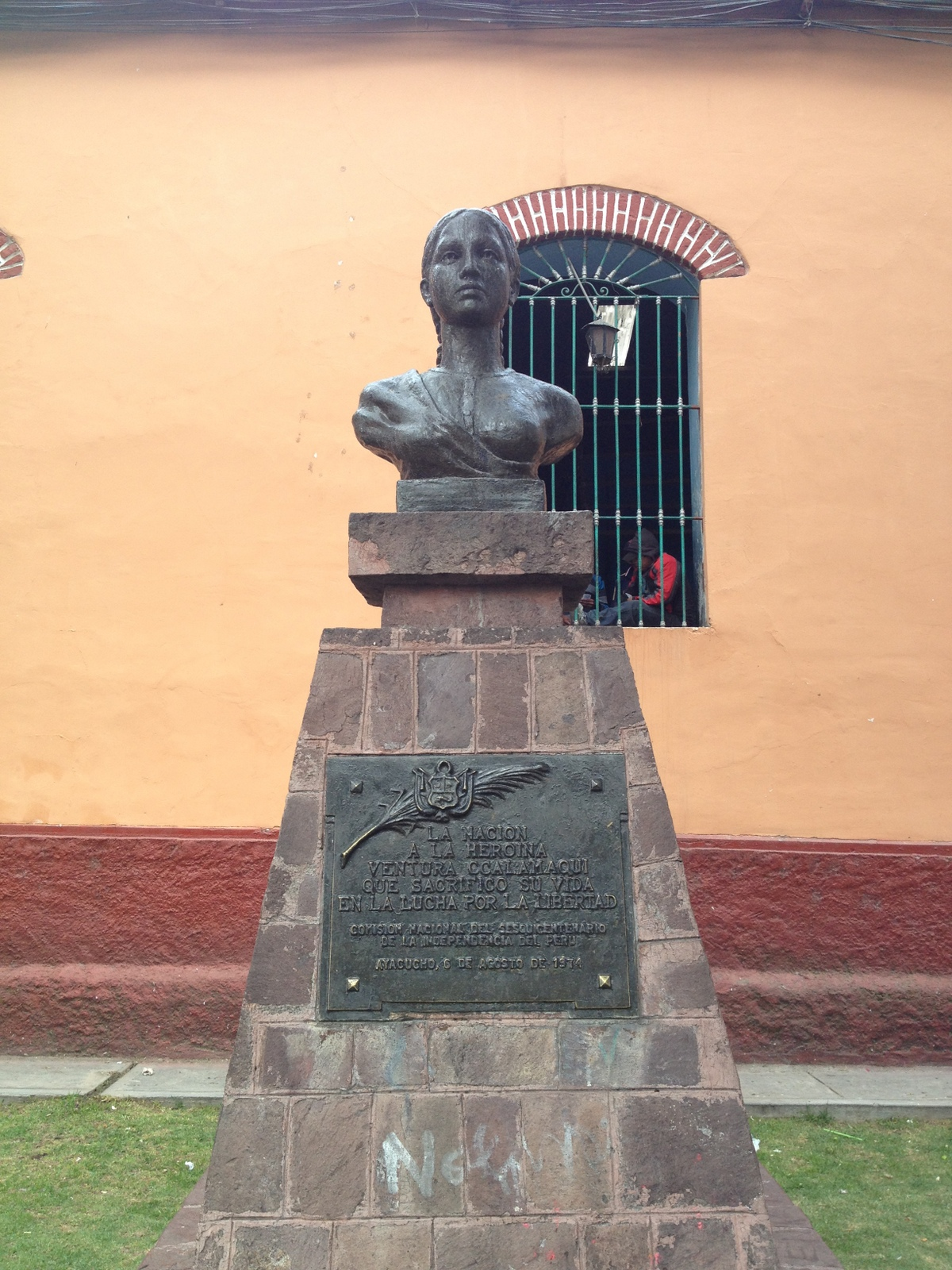
Busto de Ventura en el mercado central.

Dr. Luis Miguel Glave.

## Representaciones
- El pintor ayacuchano Alfredo Suárez Ñañez elaboró un lienzo referente al levantamiento de Ventura Ccalamaqui. La obra mide 2.74 por 1.96 metros y se encuentra actualmente en la casa de la Cultura de Ayacucho.
- Frente al mercado Carlos F. Vivanco en Huamanga, hay un busto en su honor, en la plaza del mismo nombre.
- Ventura Ccalamaqui aparece en Los otros libertadores interpretada por Jackie Vásquez, actuando como la mentora en espionaje de María Parado de Bellido.